# Stuivekenskerke
Stuivekenskerke är en ort i Belgien.   Den ligger i provinsen Västflandern och regionen Flandern, i den västra delen av landet, 110 km väster om huvudstaden Bryssel. Stuivekenskerke ligger 1 meter över havet och antalet invånare är 160.
Terrängen runt Stuivekenskerke är mycket platt. Runt Stuivekenskerke är det ganska tätbefolkat, med 104 invånare per kvadratkilometer.. Närmaste större samhälle är Oostende, 17,0 km norr om Stuivekenskerke. 
Trakten runt Stuivekenskerke består till största delen av jordbruksmark.